# Ženit'ba
Ženit'ba (Женитьба) è un film del 1936 diretto da Ėrast Pavlovič Garin e Chesja Lokšina.